# Leurophasma
Leurophasma is een geslacht van Phasmatodea uit de familie Aschiphasmatidae. De wetenschappelijke naam van dit geslacht is voor het eerst geldig gepubliceerd in 1995 door Bi.

## Soorten
Het geslacht Leurophasma is monotypisch en omvat slechts de volgende soort:
- Leurophasma dolichocercum Bi, 1995